# Nili (Izrael)
Nili (hebr.: ניל"י) – wieś położona w samorządzie regionu Matte Binjamin, w Dystrykcie Judei i Samarii, w Izraelu.
Leży w zachodniej części Samarii, w otoczeniu terytoriów Autonomii Palestyńskiej.

## Historia
Osada została założona w 1981 przez grupę żydowskich osadników.